# Bojurți, Kărdjali
Bojurți (în bulgară Божурци) este un sat în comuna Cernoocene, regiunea Kărdjali,  Bulgaria. 

## Demografie
Componența etnică a satului Bojurți
     Turci (95,96%)
     Nicio identificare (4,03%)
     Altele (0%)
La recensământul din 2011, populația satului Bojurți era de 248 locuitori. Din punct de vedere etnic, majoritatea locuitorilor (95,96%) erau turci. Pentru 4,03% din locuitori nu este cunoscută apartenența etnică.